# Slättsjön, Småland
Slättsjön är en sjö i Sävsjö kommun i Småland och ingår i Lagans huvudavrinningsområde. Sjön har en area på 0,289 kvadratkilometer och ligger 192 meter över havet.

## Delavrinningsområde
Slättsjön ingår i det delavrinningsområde (636177-141956) som SMHI kallar för Inloppet i Lundholmssjön. Medelhöjden är 217 meter över havet och ytan är 10,98 kvadratkilometer. Räknas de 24 delavrinningsområdena uppströms in blir den ackumulerade arean 395,61 kvadratkilometer. Skålån (Storån) som avvattnar avrinningsområdet har biflödesordning 2, vilket innebär att vattnet flödar genom totalt 2 vattendrag innan det når havet efter 211 kilometer. Delavrinningsområdet består mestadels av skog (46 %), öppen mark (13 %) och jordbruk (22 %). Avrinningsområdet har 0,35 kvadratkilometer vattenytor vilket ger det en sjöprocent på 3,2 %. Bebyggelsen i området täcker en yta av 1,46 kvadratkilometer eller 13 % av avrinningsområdet.